# Jéssica Cavalheiro
Jéssica Cavalheiro (Belo Horizonte, 1991. augusztus 1. –) brazil úszó. Részt vett a 2011-es pánamerikai játékokon, ahol a 4X200-as váltóban ezüstérmet szerzett. A 200 méteres gyorsúszásban hatodik helyet ért el. A 2013-as úszó-világbajnokságon a 4X200-as váltóban 10. lett.